# 120 Collins Street
Il 120 Collins Street è un grattacielo situato a Melbourne, in Australia. Costruito tra il 1989 e il 1991, è alto 265 metri e ha 52 piani. 
L'edificio è stato progettato dallo studio di architettura Hassell e da Daryl Jackson.